# 讓-弗朗索瓦·馬蒙泰爾

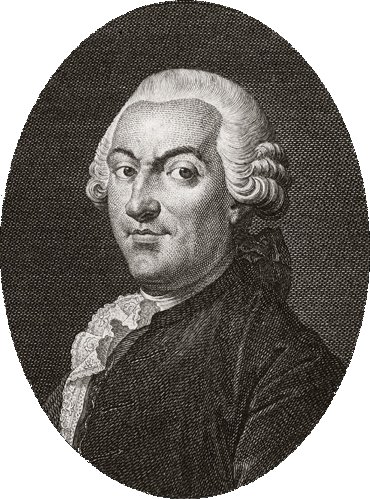
讓-弗朗索瓦·馬蒙泰爾

讓-弗朗索瓦·馬蒙泰爾（法語：Jean-François Marmontel，法語發音：[ʒɑ̃ fʁɑ̃swa maʁmɔ̃tɛl]；1723年7月11日—1799年12月31日），法國男性歷史學家、作家，百科全書派學者。

## 傳記
讓-弗朗索瓦·馬蒙泰爾於1723年7月11日在法國博爾萊索格出生。他在莫里亚克耶穌會讀書後，在圖盧茲的學校教書。1745年，他聽從伏爾泰的建議，到巴黎展開文學事業。在1748－1753年,他寫了幾部悲劇：《Denys le Tyran》（1748年）、《Aristomene》（1749年）、《Cleopâtre》（1750年）、《Heraclides》（1752年）、《Egyptus》（1753年）。
讓-弗朗索瓦·馬蒙泰爾為百科全書《Encyclopédie》編寫了很多條目。他之後創作歌劇劇本，較著名的有：《Sylvain》（1770年）、《Zémire et Azore》（1771年）。在格魯克-皮奇尼爭議中，他站在尼科洛·皮奇尼一方。
讓-弗朗索瓦·馬蒙泰爾在1771年被委任為法國歷史學家，1783年被委任為學院秘書、1786年被委任為Lyceum的歷史學教授。